# Maasbommel
Maasbommel est une ville appartenant à la commune néerlandaise de West Maas en Waal. En 2007, la ville comptait 1 340 habitants.
Maasbommel est situé sur la rive droite de la Meuse.
Le 1er janvier 1818, la commune jusque-là indépendante de Maasbommel fut rattachée à Appeltern.

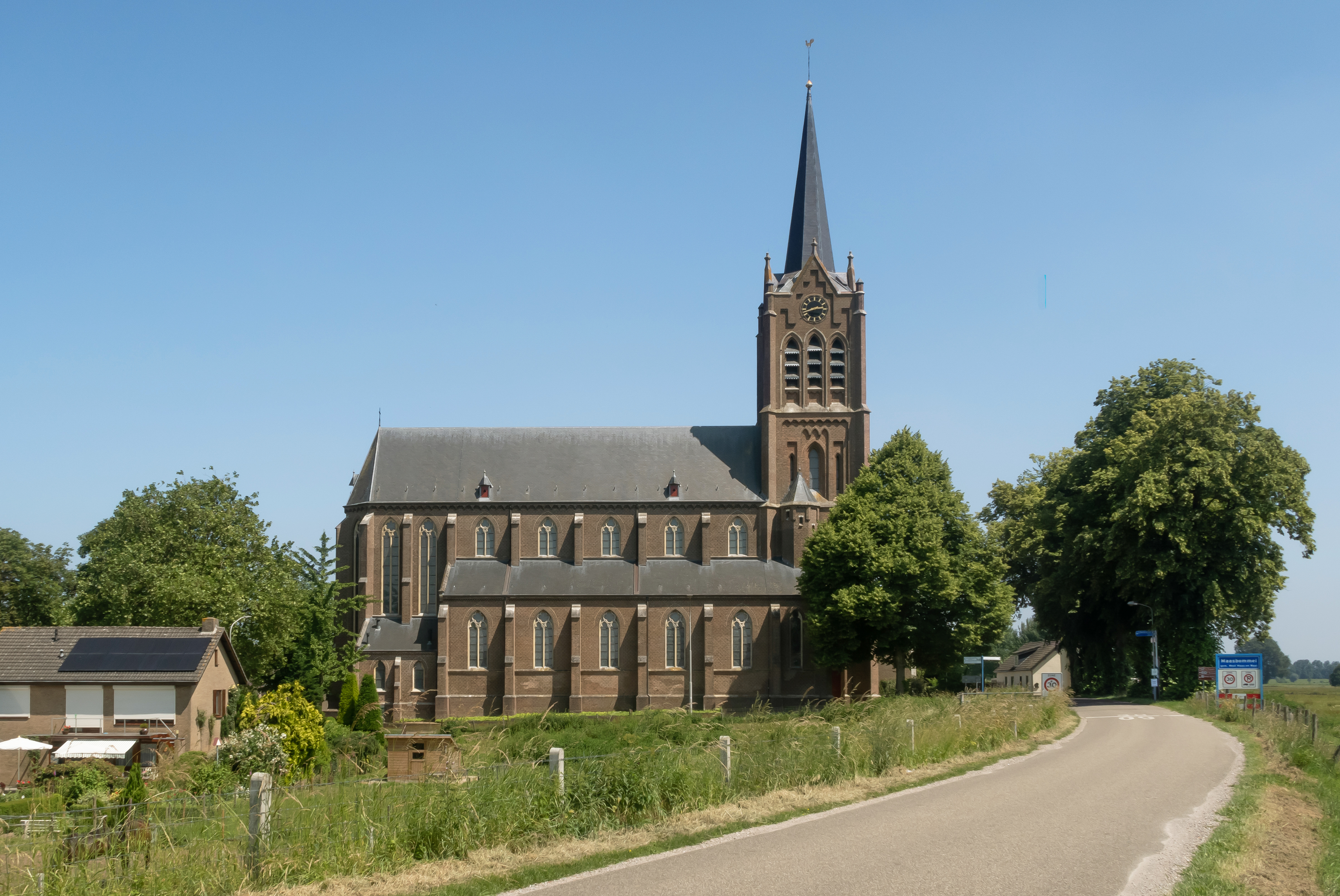
L'église: la Sint-Lambertuskerk

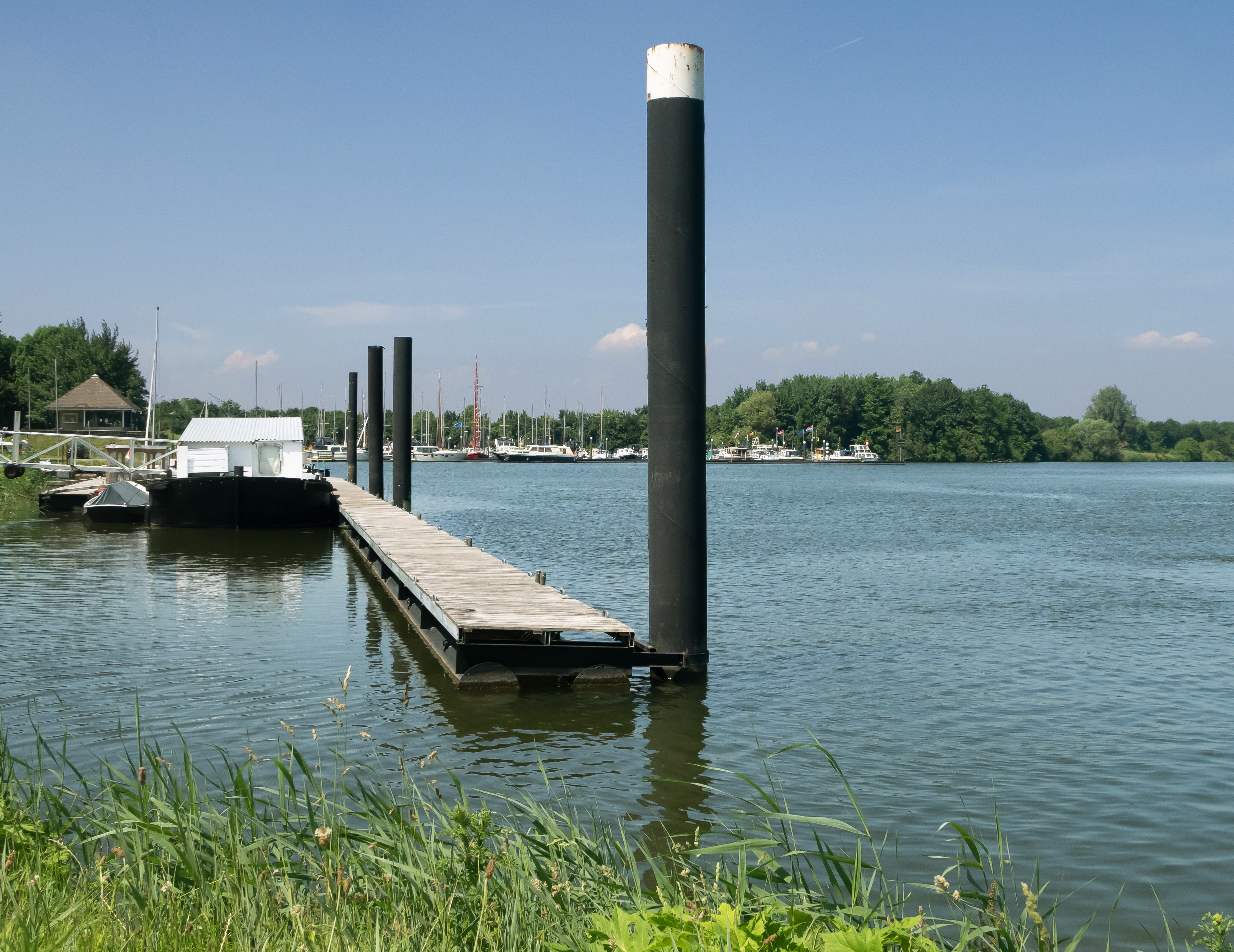
La marina